# 大佛次郎論壇賞
大佛次郎論壇賞（おさらぎじろうろんだんしょう）は朝日新聞社主催の賞。

## 概要
散文作品を対象とする大佛次郎賞の評論部門として2001年に新設された。受賞者には賞牌と賞金200万円が与えられる（奨励賞の賞金は100万円）。
日本の政治・経済・社会・文化や国際関係などを扱った優秀な学術論考を顕彰することを目的にしている。大佛次郎賞との違いは、より若い世代で新進の研究者が受賞している。

## 受賞作品
- 第1回（2001年度）
  - 大野健一 『途上国のグローバリゼーション』（東洋経済新報社）
  - 奨励賞 - 苅谷剛彦 『階層化日本と教育危機』（有信堂）
  - 奨励賞 - 小林慶一郎・加藤創太 『日本経済の罠』（日本経済新聞社）
  - 特別賞 - ジョン・ダワー 『敗北を抱きしめて』（三浦陽一・高杉忠明・田代泰子訳、岩波書店）
- 第2回（2002年度）
  - 池内恵 『現代アラブの社会思想 終末論とイスラーム主義』（講談社現代新書）
- 第3回（2003年度）
  - 篠田英朗 『平和構築と法の支配』（創文社）
  - 小熊英二 『〈民主〉と〈愛国〉』（新曜社）
- 第4回（2004年度）
  - ケネス・ルオフ 『国民の天皇 戦後日本の民主主義と天皇制』（高橋紘・監修、共同通信社）
  - 瀧井一博 『文明史のなかの明治憲法 この国のかたちと西洋体験』（講談社）
- 第5回（2005年度）
  - 中島岳志 『中村屋のボース インド独立運動と近代日本のアジア主義』（白水社）
- 第6回（2006年度）
  - 岩下明裕 『北方領土問題』（中公新書）
  - 奨励賞 - 本田由紀 『多元化する「能力」と日本社会』（NTT出版）
- 第7回（2007年度）
  - 朴裕河『和解のために』（平凡社）
- 第8回（2008年度）
  - 湯浅誠『反貧困』（岩波新書）
- 第9回（2009年度）
  - 廣井良典『コミュニティを問いなおす－つながり・都市・日本社会の未来』（ちくま新書）
- 第10回（2010年度）
  - 竹中治堅『参議院とは何か』（中央公論新社）
- 第11回（2011年度）
  - 服部龍二『日中国交正常化－－田中角栄、大平正芳、官僚たちの挑戦』（中公新書）
- 第12回（2012年度）
  - 大島堅一『原発のコスト―エネルギー転換への視点』（岩波新書）
- 第13回（2013年度）
  - 今野晴貴『ブラック企業 日本を食いつぶす妖怪』（文春新書）
- 第14回（2014年度）
  - 遠藤典子『原子力損害賠償制度の研究 東京電力福島原発事故からの考察』（岩波書店）
- 第15回（2015年度）
  - 井手英策『経済の時代の終焉』（岩波書店）
- 第16回(2016年度)
  - 森千香子『排除と抵抗の郊外 フランス<移民>集住地域の形成と変容』(東京大学出版会)
- 第17回(2017年度)
  - 砂原庸介『分裂と統合の日本政治－統治機構改革と政党システムの変容』(千倉書房)
- 第18回(2018年度)
  - 小松理虔『新復興論』(ゲンロン)
- 第19回(2019年度)[1]
  - 東畑開人『居るのはつらいよ ケアとセラピーについての覚書 (シリーズ ケアをひらく) 』（医学書院）
- 第20回(2020年度)
  - 鈴木彩加『女性たちの保守運動 右傾化する日本社会のジェンダー』(人文書院)
- 第21回(2021年度)[2]
  - 益田肇『人びとのなかの冷戦世界－想像が現実となるとき』(岩波書店)
- 第22回(2022年度)
  - 板橋拓己『分断の克服 1989-1990』(中公選書)
- 第23回(2023年度)
  - 五十嵐元道『戦争とデータ　死者はいかに数値となったか』(中公選書)
- 第24回(2024年度) 	
  - 藤原翔太『ブリュメール18日 革命家たちの恐怖と欲望』（慶應義塾大学出版会）